# Viliam Hýravý
Viliam Hýravý (Ružomberok, 26 de novembro de 1962) é um ex-futebolista profissional eslovaco que atuava como atacante.

## Carreira
Viliam Hýravý fez parte do elenco da Tchecoslováquia na Copa do Mundo de 1990.